# شميسة (لبنان)
شميسة هي إحدى القرى اللبنانية من قرى قضاء بعبدا في محافظة جبل لبنان.